# Пушкинская улица (Балашиха-3)
Пу́шкинская у́лица (ранее также — улица Пушкина) — улица в микрорайоне Балашиха-3 города Балашиха Московской области.

## Описание
Улица расположена в микрорайоне Балашиха-3, в его восточной части, застроенной жилыми домами с элементами социально-бытовой инфраструктуры.
Отходит с постепенным подъёмом на север от улицы Чехова, по которой происходит движение общественного транспорта. Через квартал от неё на запад отходит Заводской проезд. Он связывает Пушкинскую улицу с параллельными ей Октябрьской улицей (главной композиционной осью жилого микрорайона) и Комсомольской улицей (симметричной Пушкинской).
Далее Пушкинскую улицу пересекает Московский проезд (перекрёсток нерегулируемый). После него вся правая сторона улицы занята огороженной территорией стадиона «Криогенмаш». Последнее пересечение улицы — с идущим на запад Северным проездом, который соединяется с магистральной улицей 40 лет Октября.
Дальнейшее продолжение линии улицы выходит к расположенному в Озёрном лесопарке небольшому озеру Аниськино, немного восточнее которого находится большое озеро Бабошкино с обширным верховым болотом. Это излюбленное место летнего отдыха и купания жителей микрорайонов Балашиха-2 и Балашиха-3.
Нумерация домов — от улицы Чехова.

## Здания и сооружения
Нечётная сторона
- № 1 — жилой дом (3 этаж.; кирпичн., со штукатурными декоративными элементами).
- № 3 — жилой дом (2 этаж.; оштукатур.)[2]
- № 5 — многоквартирный жилой дом (новостройка 2003 года) [3]
- № 7 — многоквартирный жилой дом (9 этаж.; панельный)
- № 7а — офисное здание ЗАО «НПП Криосервис»
- № 13, № 15, № 17 — ансамбль из трёх жилых домов с придомовой территорией (2 этаж.; оштукатуренные)
- № 19 — детская поликлиника № 3 с огороженной территорией (2 этажа; штукатурка с декоративными элементами; в конце 2000-х закрыта и постепенно разрушается)
- № 21 — санаторий-профилакторий «Криогенмаш» (в настоящее время — «Адонис»)

Чётная сторона

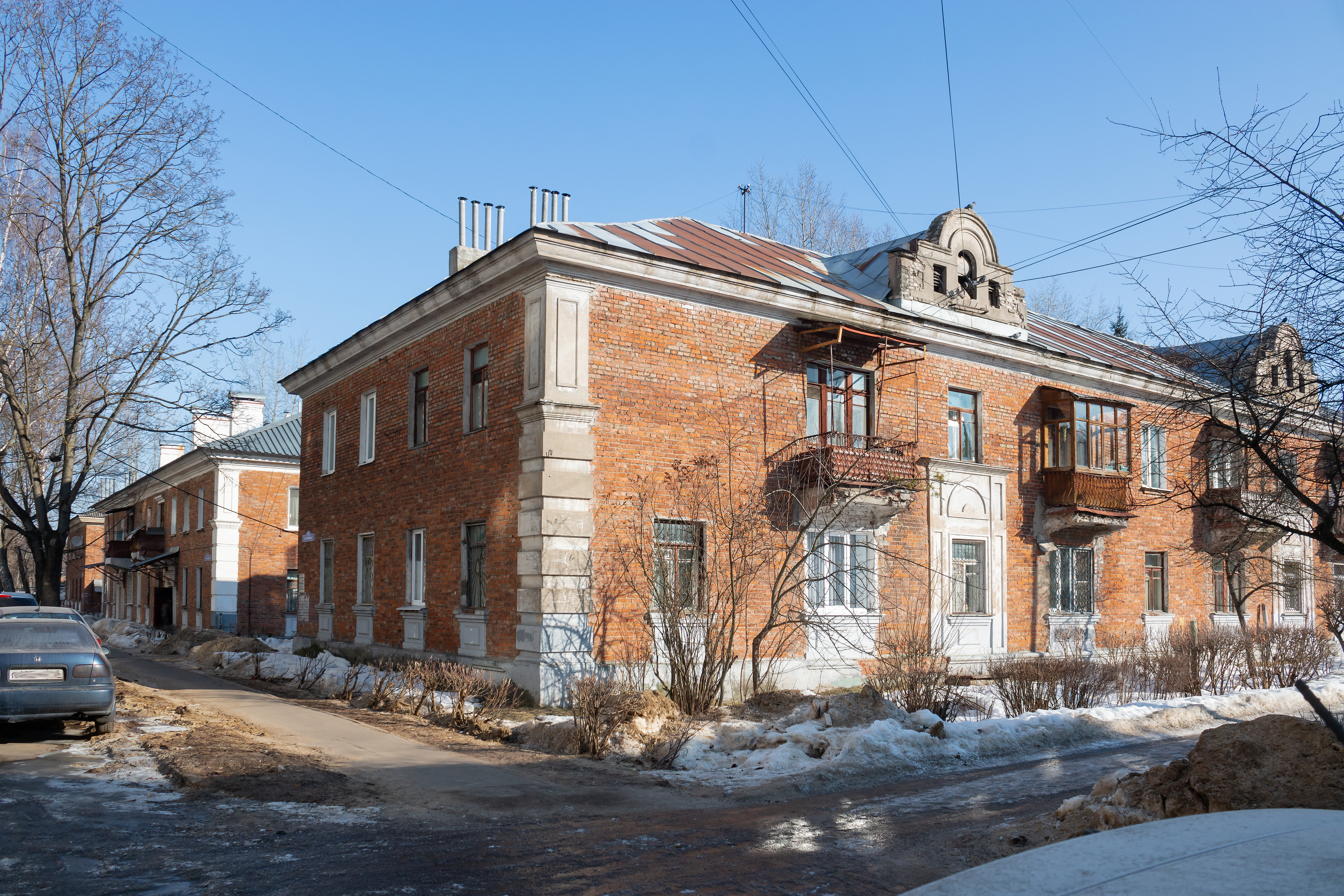
Пушкинская улица, дома 12; 14; 16

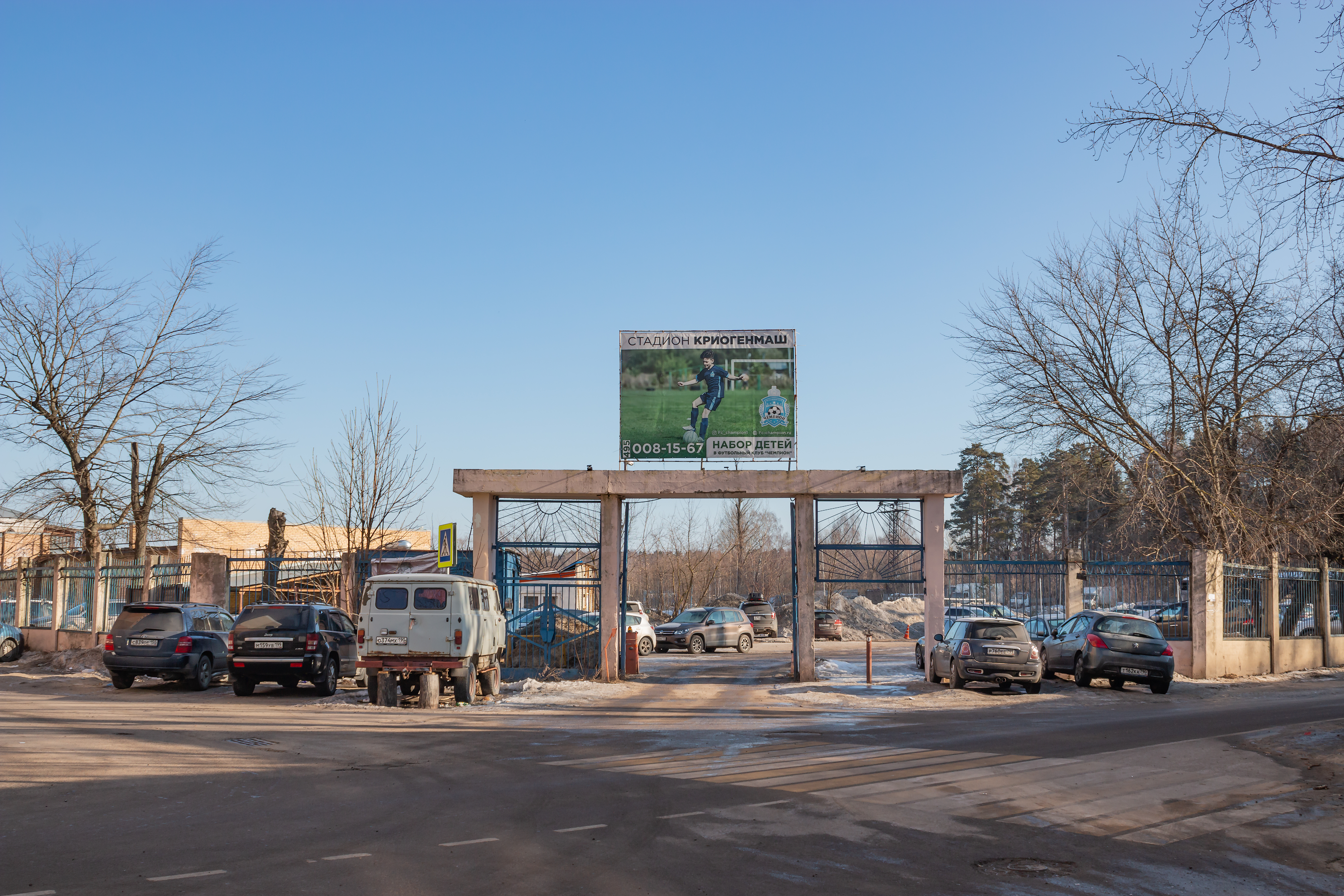
Стадион «Криогенмаш»

- № 2 — жилой дом (2 этаж.; оштукатурен) [4]
- № 4 — [5]
- № 6 — [6]
- № 6А — [7]
- № 8 — [8]
- № 10 — [9]
- № 12 [10], № 14 [11], № 16 [12] — ансамбль из трёх жилых домов с большим внутренним двором (2 этаж.; красный кирпич, штукатурные декоративные элементы: порталы, наличники, пилястры, слуховые окна и пр.)
- № 18 — стадион «Криогенмаш»